# マルビン・パーク
マルビン・オラワレ・アキンラビ・パーク（Marvin Olawale Akinlabi Park、2000年7月3日 - ）は、スペイン・パルマ・デ・マヨルカ出身のサッカー選手。ラ・リーガ・UDラス・パルマス所属。ポジションはMF。

## クラブ経歴
バレアレス諸島のパルマ・デ・マヨルカに生まれ、ユース時代は地元クラブのシウタト・デ・パルマや渡英し3年を過ごしたトレンメア・ローヴァーズFC、SDラ・サージェ、ADペニャ・アラバールを経て2016年にレアル・マドリードのカンテラに加入した。2019年8月25日、セグンダ・ディビシオンBのラス・ロサスCF戦 (1-1) でリザーブチームデビューを果たした。
リザーブチームでの初ゴールは2019年10月26日のラシン・フェロル戦だった。この2019-20シーズン、リーグ自体はコロナウイルスの影響で混乱したが、パークは26試合に出場して3ゴールを残した。また、このシーズンのUEFAユースリーグ制覇にも貢献した。
2020年9月20日、レアル・ソシエダとのリーグ戦でトップチームデビュー。
2022年8月12日、セグンダ・ディビシオンのUDラス・パルマスに1シーズンの間レンタル移籍。トップリーグ昇格に貢献し、2023年8月18日に更に1年間のレンタル延長が決定した。2024年6月20日、ラス・パルマスに完全移籍することが発表された。

## 代表経歴
ナイジェリア人の父と韓国人の母の下スペインに生まれた。2019年1月16日、スペイン代表を選択し、この日のU-19イタリア代表戦でU-19スペイン代表デビューを飾った。

## タイトル
レアル・マドリード
- UEFAユースリーグ : 1回 (2019-20)[5]